# Grube Scheppmäulchen
Die Grube Scheppmäulchen war ein Tagebau bei Waldgirmes (Gemeinde Lahnau) im Lahn-Dill-Kreis. Die Grube lag nördlich von Waldgirmes. Der Flurname „Am Scheppmaul“ zeigt heute noch den ungefähren Standort an.

## Geschichte
Das Grubenfeld wurde am 23. März 1868 an die Gewerkschaft Schulz & Wehrenbold zu Gladenbach auf Phosphorit und Phosphorsauren Kalk verliehen.
Im selben Jahr muss die Grube an die Gewerkschaft Victor Meyer & Com. aus Limburg übergegangen sein.
In dem Tagebau wurde ein 1 Meter mächtiges Phosphoritlager aufgeschlossen, welches in einem mit Brauneisen- und Maganerzen durchsetzten Ton zu finden war.
Der Tagebau war von 1868 bis 1870 in Betrieb. Ab 1883 ist die Chemische Fabrik Carl Zimmer zu Mannheim als Eigentümer überliefert.